# To Live & Die in L.A. (chanson)
Pour les articles homonymes, voir To Live and Die in L.A..
Singles de Tupac Shakur
Toss It Up
(1996) Hail Mary
(1997)
To Live & Die in L.A. (« vivre et mourir à Los Angeles ») est une chanson de Tupac Shakur featuring Val Young. Il s'agit du deuxième single de l'album The Don Killuminati: The 7 Day Theory (1996).

## Histoire
La chanson a été enregistrée le 17 juillet 1996 et a été produite par Quincy Jones III, le fils de Quincy Jones.
Elle contient un sample de Do Me, Baby (1982) de Prince.
La version de la chanson présente sur l'album contient un diss sur Dr. Dre à sa fin. Bien que lui aussi originaire de Los Angeles et signé sur le label Death Row Records de Suge Knight, Tupac est alors en froid avec lui suite, semble-t-il, à l'affaire Phillip Woldermarian.

## Version
- To Live & Die In L.A. (version radio) - 4:33
- To Live & Die In L.A. (version album) - 4:33

## Clip
Le clip montre Tupac Shakur vendant des fruits qui est entraîné pour une virée automobile dans Los Angeles par plusieurs femmes. Différentes images de lieux remarquables de Los Angeles sont visibles.
Le clip est présent sur la version Dualdisc de l'album The Don Killuminati: The 7 Day Theory.
Il s'agit de l'un des derniers clips avant la mort de l'artiste le 13 septembre 1996.